# Giuseppe Maria Galleani
Giuseppe Maria Placido Lorenzo Galleani, conte d’Agliano (Saluzzo, 5 ottobre 1762 – Torino, 14 marzo 1838) è stato un generale e politico italiano, ufficiale veterano delle guerre napoleoniche durante il periodo del Regno d'Italia (1805-1814) fu Deputato del dipartimento dello Stura tra il 1808 e il 1814. Dopo la restaurazione, nel 1815 rientrò in servizio nell'Armata Sarda, e tra il 1822 e il 4 maggio 1823 ricoprì la carica di Viceré, Luogotenente e Capitano generale del Regno di Sardegna.

## Biografia
Nacque a Saluzzo il 5 ottobre 1762, figlio di Gaspare Goffredo Giuseppe. Arruolatosi nell'Armata Sarda partecipò alle campagne di guerra contro la Francia del 1793, 1794, 1795 e 1796.
Nel corso della campagna militare del 1793, capitano addetto al comandante generale marchese Carlo Francesco Thaon de Revel e di Sant'Andrea, fu promosso al grado di maggiore per aver condotto il contrattacco contro le truppe francesi che avevano conquistato il colle di Brois.
Nella campagna del 1794, durante il ripiegamento piemontese sul Colle di Tenda, fu fatto prigioniero nel corso dell'azione di copertura al ripiegamento delle truppe. Nel 1796 prese parte alla battaglia di Montenotte, e dopo la morte del brigadiere J. Gaspard Dichat assunse il comando del posto di Brichetto, e fu tra gli ultimi soldati a ritirarsi.
Quando re Carlo Emanuele IV, lasciò il Piemonte per trasferirsi in Sardegna sotto la protezione della flotta inglese, nel dicembre 1798, il regno fu di fatto sotto il dominio francese. Durante il periodo del Regno d'Italia (1805-1814) fu Deputato del dipartimento dello Stura tra il 1808 e il 1814. Con la caduta di Napoleone e la successiva Restaurazione  rientrò in servizio nell'Armata Sarda con il grado di maggior generale di cavalleria.  Fu dapprima commissario plenipotenziario e comandante generale delle truppe della Savoia, reggente del Ministero della guerra (nel marzo 1815), e "contadore" generale delle milizie e genti di guerra (1815-1816).
Nominato reggente la segreteria di guerra e marina nel marzo 1815, al posto dell'avvocato Mussa e in attesa del ritorno da Vienna del 1° segretario Asinari, protestò vivamente per la sottrazione delle competenze avvenuta con la creazione di una amministrazione autonoma della Regia Marina Sarda, accettando successivamente lo scioglimento del suo ufficio, che fu trasformato in una delle tre aziende militari riunite sotto la segreteria di guerra. Declassato perciò Nel giugno 1815 il suo incarico fu ridotto a intendente generale della guerra, ma fu insignito della Gran Croce dell'Ordine dei Santi Maurizio e Lazzaro (8 luglio 1815) e della Croce di Commendatore dell'Ordine militare di Savoia. Nel 1822 fu promosso nominato luogotenente generale d'armata e assunse l'incarico di Viceré, Luogotenente e Capitano generale del Regno di Sardegna. Esperto in questioni amministrative, ebbe come coadiutore A. Bruscu, segretario di stato, ricoprendo tale incarico sino al 4 maggio 1823, quando fu richiamato per ordine regio.  Nel giugno dell'anno seguente fu nominato comandante generale e governatore della divisione militare di Novara con il titolo di “eccellenza”. Generale di cavalleria, nel gennaio 1831 divenne il 422º Cavaliere dell'Ordine Supremo della Santissima Annunziata, e nel settembre dello stesso anno ebbe il titolo di grande spedaliere dell'Ordine di Malta. Si spense a Torino il 14 marzo 1838.

### Fonti
1. 1 2 3 4 5 6 7 8  Ilari, Shamà 2008, p. 239.
2. 1 2 3 4 5 6 7 8  https://www.treccani.it/enciclopedia/giuseppe-maria-galleani-conte-di-agliano_(Dizionario-Biografico)/.
3. ↑  I Cavalieri dell'Ordine Supremo della Santissima Annunziata